# James Cook
James Cook (n. 27 octombrie 1728, Middlesbrough⁠(d), Anglia, Regatul Marii Britanii – d. 14 februarie 1779, Kealakekua Bay⁠(d), Hawaii, SUA) a fost un explorator, navigator și cartograf englez ce a ajuns la rangul de căpitan în Marina Regală. Cook a realizat hărți detaliate ale insulei Newfoundland înainte de a realiza trei expediții în Oceanul Pacific, unde a realizat primul contact european cu coasta estică a Australiei și Insulele Hawaii, precum și prima circumnavigare a Noii Zeelande.
Cook s-a alăturat flotei comerciale britanice ca adolescent și s-a alăturat Marinei Regale în 1755. A luat parte la Războiul de șapte ani și a explorat și cartografiat cea mai mare parte a intrării în Râul Sfântul Laurențiu în timpul asediului orașului Quebec. Acest lucru a atras atenția Amiralității și Royal Society. Acest lucru a venit într-un moment crucial atât al carierei lui Cook cât și al explorărilor maritime britanice, ceea ce a condus la sarcina de comandant al navei HMS Endeavour în 1766 în prima din cele trei expediții în Pacific.
În acele călătorii Cook a navigat mii de kilometri în mari zone necartografiate ale Globului. A cartografiat teritorii din Noua Zeelandă până în Hawaii în cel mai mare detaliu și la o scară ce nu a mai fost atinsă până atunci. În timpul acestor călătorii de descoperire a explorat și numit teritorii și a cartografiat insule și zone de coastă pentru prima dată pe hărțile europene. A demonstrat calități de marinar, aptitudini de explorator și cartograf, curaj fizic și capacitatea de a-și conduce oamenii în condiții vitrege.
Cook a fost ucis în Hawaii în timpul unei altercații cu băștinașii în timpul celei de-a treia călătorii de explorare în Pacific în 1779. A lăsat în urmă o moștenire de cunoștințe științifice și geografice ce au influențat succesorii săi inclusiv în secolul al XX-lea iar numeroase memoriale i-au fost dedicate în toată lumea.

## Tinerețea și familia
Cook s-a născut în satul Marton din provincia Yorkshire, astăzi suburbie a orașului Middlesbrough. A fost botezat la biserica locală St. Cuthbert unde numele său poate fi găsit în registrele bisericii. Cook a fost al doilea din cei opt copii ai lui James Cook, un fermier scoțian, și al soției sale, Grace Pace. În 1736 familia s-a mutat la ferma Airey Holme din Great Ayton unde angajatorul tatălui său, Thomas Skottowe, a plătit ca tânărul James să meargă la școală. În 1741, după cinci ani de școală, a început să lucreze pentru tatăl său, care a fost promovat la rangul de administrator. Cooks' Cottage, ultimul domiciliu al părinților săi, pe care probabil a vizitat-o, se află acum în Melbourne după ce a fost mutată din Anglia și reconstruită cărămidă cu cărămidă în 1934.

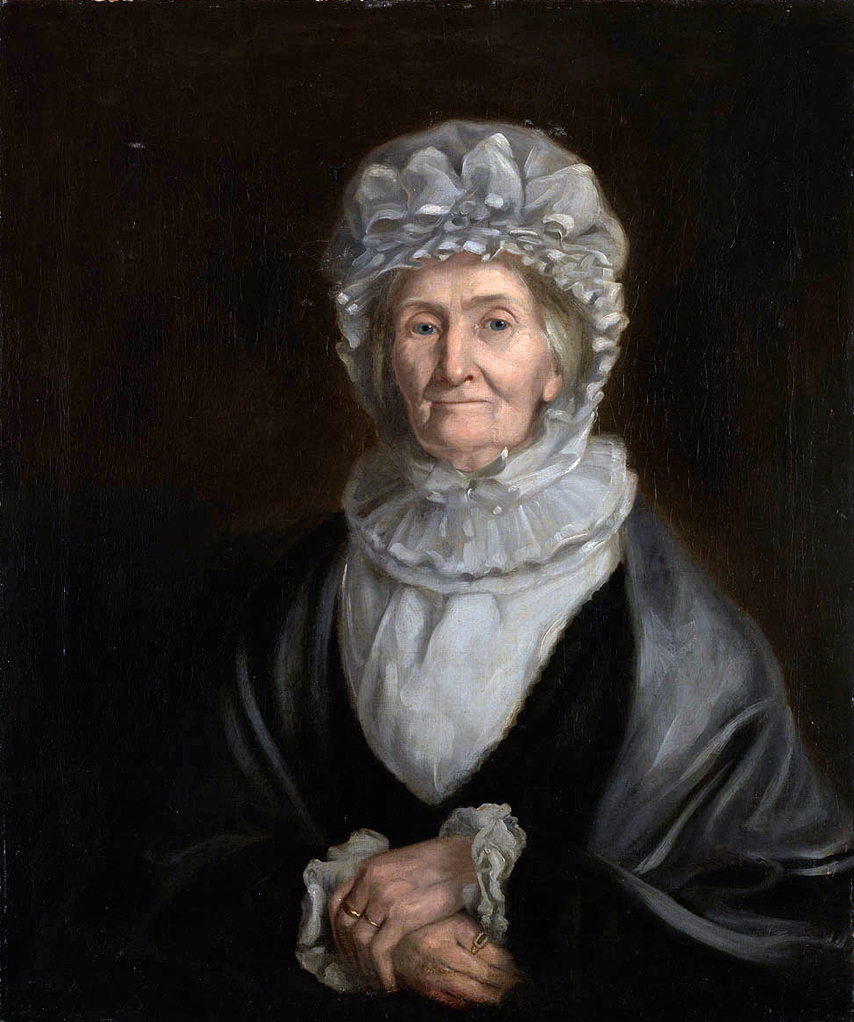
Portretul doamnei Elizabeth Cook, realizat de William Henderson, datată 1830

În 1745, la vârsta de 16 ani, Cook s-a mutat la 32 km distanță în orașul pescăresc Staithes pentru a deveni ucenicul băcanului și negustorului William Sanderson. Istoricii au speculat că în această perioadă Cook a simțit pentru prima dată atracția pentru mare în timp ce privea pe fereastra magazinului.
După 18 luni, când s-a dovedit că nu este potrivit pentru meseria de băcan, Cook a călătorit spre orașul vecin Whitby pentru a face cunoștință cu prietenii lui Sanderson, John și Henry Walker. Aceștia erau proprietari de nave și activau în comerțul cu cărbune. Casa lor este acum Muzeul Memorial Căpitanul Cook. Cook a fost luat ca ucenic în marina comercială în mica lor flotă, transportând cărbune de-a lungul coastelor engleze. Prima sa sarcină a fost la bordul navei Freelove și a petrecut câțiva ani la bordul acesteia sau al altor nave, navigând între Tyne și Londra. În perioada uceniciei Cook a studiat algebra, geometria, trigonometria, navigația și astronomia.
După ce și-a terminat cei trei ani de ucenicie, Cook a început să lucreze pe navele de comerț din Marea Baltică. După ce a trecut examenele în 1752 a început să progreseze în rangurile marinei comerciale, începând în acel an cu promovarea la gradul de ofițer secund al bricului Friendship. În 1755, la o lună după ce a primit comanda acestei nave, a intrat ca voluntar în Marina Regală când aceasta se pregătea pentru ceea ce avea să fie Războiul de șapte ani. În ciuda faptului că trebuia să o ia de la început cu ierarhia navală, Cook și-a dat seama că va avansa mult mai rapid în serviciul militar și s-a alăturat Marinei Regale la 7 iunie 1755.
Cook s-a căsătorit cu Elizabeth Batts (1742-1835), fiica hangiului din Wapping, Samuel Batts. Cuplul a avut șase copii: James (1763–94), Nathaniel (1764–81), Elizabeth (1767–71), Joseph (1768–68), George (1772–72) și Hugh (1776–93). Când nu se afla pe mare, Cook locuia în partea estică a Londrei. Cook nu a avut descendenți pe linie directă - copii săi fie au murit înaintea sa fie nu au avut copii.

## Începutul carierei în Marina Regală

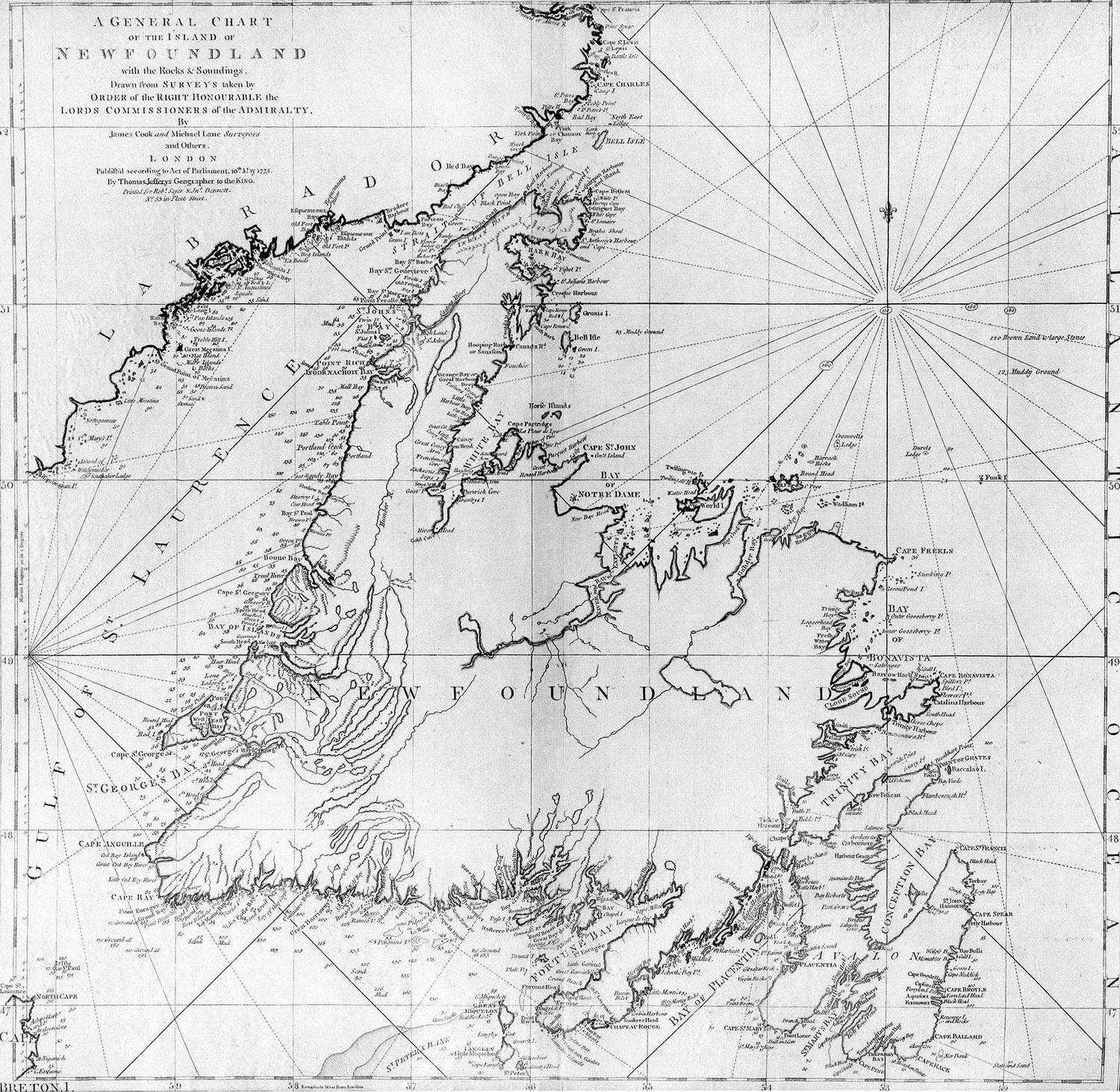
Harta lui James Cook a insulei Newfoundland, 1775

Primul post al lui Cook a fost la bordul navei HMS Eagle, navigând în calitate de ofițer secund. În octombrie și noiembrie 1755 a luat parte la capturarea unei nave franceze și la scufundarea alteia, după care a fost promovat la gradul de șef de echipaj. Prima sa comanda temporară a fost în martie 1756 când a fost temporar comandantul navei Cruizer, o navă mică atașată la Eagle în timpul unei misiuni de patrulare.
În 1757 Cook a absolvit examinările de comandant la Trinity House în Deptford, ceea ce îi permitea să navigheze o navă a Regelui. S-a alăturat apoi fregatei HMS Solebay în calitate de comandant sub căpitanul Robert Craig.
În timpul Războiului de șapte ani Cook a navigat în America de Nord în calitate de comandant al navei Pembroke. În 1758 a luat parte la ambițiosul asalt de capturare a fortăreței din Louisbourg de la francezi, după care a participat la asediul orașului Quebec. A dovedit un talent pentru explorare și cartografiere și a fost responsabil pentru cartografierea celei mai mari părți a intrării în Râul Sfântul Laurențiu în timpul asediului.
Aptitudinea lui Cook pentru explorare a fost exploatată în anii 1760 pentru cartografierea coastei zimțate a insulei Newfoundland la bordul navei HMS Grenville. A explorat partea nord-vestică în 1763 și 1764, coasta sudică în 1765 și 1766 și coasta vestică în 1767.

## Călătoriile de explorare

### Prima călătorie (1768 - 1771)

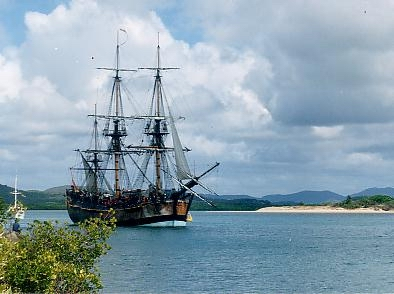
Replica navei Endeavour în portul Cooktown, Queensland, ancorată unde nava reală a fost eșuată timp de șapte săptămâni în 1770

În 1766 Royal Society l-a angajat pe Cook să navigheze în Oceanul Pacific pentru a observa și marca tranziția planetei Venus în jurul Soarelui. Cook, în vârstă de 39 de ani, a fost promovat la gradul de locotenent și a fost numit comandantul expediției. Expediția a început în Anglia în 1768, a ocolit Capul Horn și a continuat spre vest în Pacific pentru a ajunge la insula Tahiti pe 13 aprilie 1769 unde s-au făcut observațiile tranziției planetei Venus. Totuși, rezultatul observațiilor nu au fost atât de concluzive și precise pe cât se aștepta. O dată ce observațiile s-au încheiat, Cook a deschis ordinele sigilate ce conțineau instrucțiuni suplimentare din partea Amiralității pentru a doua parte a călătoriei: căutarea în Pacificul de Sud a unor indicii cu referire la continentul Terra Australis. Cook a pornit spre Noua Zeelandă și a cartografiat întreaga zonă de coastă cu doar câteva greșeli minore. Apoi a călătorit spre vest, ajungând pe coasta sud-estică a Australiei pe 19 aprilie 1770, fiind astfel primul contact european cu coasta continentului.
Pe 23 aprilie a făcut primele observații înregistrate asupra băștinașilor australieni pe insula Brush. Pe 29 aprilie Cook și echipajul său au realizat prima debarcare pe continent în locul numit astăzi Peninsula Kurnell, pe care el l-a numit "Golful Botanic" după specimenele unice colecționate de botaniștii Joseph Banks și Daniel Solander. Aici Cook a realizat primul contact cu un trib aborigen cunoscut sub numele de Gweagal.
După plecarea din Golful Botanic Cook a continuat spre nord unde a avut loc un incident pe 11 iunie când nava Endeavour a eșuat pe un banc de nisip în Marea Barieră de Corali. Nava a fost puternic avariată iar călătoria a fost amânată aproape șapte săptămâni cât au avut loc reparațiile pe plajă (în apropierea portului orașului Cooktown, Queensland de astăzi), la gura de vărsare a râului Endeavour. O dată ce reparațiile au fost finalizate călătoria a continuat prin Strâmtoarea Torres iar pe 22 august a debarcat pe Insula Posesiunii pe care a declarat-o teritoriu britanic. S-a întors apoi în Anglia prin Batavia (astăzi Jakarta, Indonezia), unde o bună parte din echipajul său a murit de malarie, Capul Bunei Speranțe și Insula Sfânta Elena, ajungând în Anglia pe 12 iulie 1771.

### Interludiu
Jurnalele lui Cook au fost publicate după întoarcerea sa în Anglia și a devenit un erou pentru comunitatea științifică. În rândul publicului larg botanistul Joseph Banks era adevăratul erou. Banks chiar a încercat să preia comanda celei de-a doua călătorii a lui Cook dar s-a retras înainte ca expediția să înceapă iar Johann Reinhold Forster și fiul său Georg Forster au fost aleși ca oamenii de știință pentru această călătorie. Fiul lui Cook, George, s-a născut cu cinci zile înainte de a pleca în călătorie:

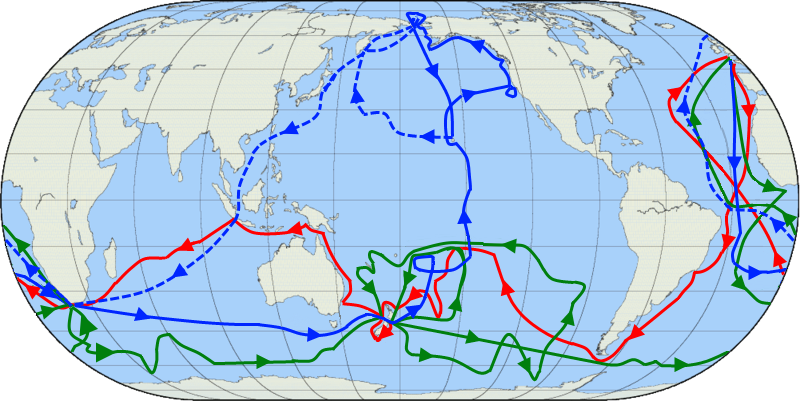
Traseele celor trei călătorii ale lui Cook. Prima călătorie este marcată cu roșu, a doua cu verde iar a treia cu albastru. Ruta echipajului lui Cook de după moartea acestuia este marcată cu linia albastră întreruptă

### A doua călătorie (1772-1775)
La puțin timp după întoarcerea din prima călătorie, Cook a fost promovat la gradul de comandor în august 1771. Apoi, în 1772 a fost însărcinat de Royal Society pentru a căuta ipoteticul Terra Australis. În prima călătorie Cook a demonstrat prin circumnavigarea Noii Zeelande faptul că nu este atașată unui continent mai mare aflat la sud. Deși a cartografiat aproape întreaga coastă estică a Australiei, demonstrând că este de dimensiuni continentale, Terra Australis se credea că este mai la sud. Deși s-a demonstrat contrariul, Alexander Dalrymple și alții din Royal Society erau convinși că acest continent masiv trebuie să existe mai la sud.
Cook a primit comanda navei HMS Resolution în această călătorie iar Tobias Furneaux a primit comanda celei de-a doua nave, HMS Adventure. Expediția lui Cook a circumnavigat globul la latitudini foarte sudice, fiind unul dintre primii care să treacă de Cercul Polar de Sud pe 17 ianuarie 1773. A explorat, cartografiat și luat în posesiune britanică Georgia de Sud, explorată de Anthony de la Roché în 1675, descoperită și numită de Clerke Rocks și Insulele Sandwich de Sud. În ceața antarctică, Resolution și Adventure. s-au separat. Furneaux s-a îndreptat spre Noua Zeelandă, unde a pierdut o parte din oameni în urma confruntărilor cu populația Māori după care s-a întors în Anglia, în vreme ce Cook a continuat să exploreze zona antarctică, ajungând la 71°10'S pe 31 ianuarie 1774.
Cook aproape a ajuns pe continentul Antarctica dar a trebuit să se îndrepte spre Tahiti pentru reaprovizionare. Apoi a reluat traseul sudic în a doua tentativă eșuată de a găsi presupusul continent. În această parte a călătoriei Cook a luat cu el un tânăr Tahitian pe nume Omai, care s-a dovedit având cunoștințe mai slabe despre Pacific decât Tupaia din prima călătorie. În timpul călătoriei de întoarcere din 1774 a debarcat în Insulele Tonga, Insula Paștelui, Insula Norfolk, Noua Caledonie și Vanuatu. Raportul dat la întoarcere a eliminat interesul pentru mitul continentului Terra Australis.

### Dicționare biografice
- 'Cook, James (1728–1779)', Australian Dictionary of Biography, Volume 1, Melbourne University Press, 1966, pp. 243–244 Arhivat în 9 martie 2009, la Wayback Machine.
- Biography at the Dictionary of Canadian Biography Online

### Jurnale
- The Endeavour journal (1) and The Endeavour journal (2), as kept by James Cook – digitised and held by the National Library of Australia
- The South Seas Project: maps and online editions of the Journals of James Cook's First Pacific Voyage, 1768–1771. Includes full text of journals kept by Cook, Joseph Banks and Sydney Parkinson, as well as the complete text of John Hawkesworth's 1773 Account of Cook's first voyage.
- Digitised copies of log books from James Cook's voyages Arhivat în 6 iunie 2011, la Wayback Machine. at the British Atmospheric Data Centre
- Lucrări de James Cook la Proiectul Gutenberg
- Log book of Cook's second voyage: high-resolution digitised version in Cambridge Digital Library

### Colecții și muzee
- Cook's Pacific Encounters: Cook-Forster Collection online Arhivat în 20 noiembrie 2011, la Wayback Machine. Images and descriptions of more than 300 artefacts collected during the three Pacific voyages of James Cook.
- Images and descriptions of items associated with James Cook at the Museum of New Zealand Te Papa Tongarewa Arhivat în 23 octombrie 2013, la Wayback Machine.
- Format:NRA
- James Cook Birthplace Museum Arhivat în 20 iulie 2011, la Wayback Machine.
- Cook's manuscript maps Arhivat în 31 octombrie 2013, la Wayback Machine. of the south-east coast of Australia, held at the American Geographical Society Library at UW Milwaukee.